# 社会主義理論学会
社会主義理論学会（しゃかいしゅぎりろんがっかい、英: Society for socialism theory）は、「自由で民主主義的な社会主義を共に志向する人々が、それぞれの立場の違いを認めあいながらも、たがいに学び、交流し、協同して新たな創造的研究に取り組むこと」（入会呼びかけ）を目的とする学会。

## 歴史と現況
1988年創立、同年10月に第一回研究会を開いた。
年一回の研究集会と年数回の研究会開催、会報の発行（最低年一回）、数年に一冊の研究論文集刊行を主な活動内容とする。2021年からは、論文集に代えて年刊の機関学術誌『社会主義理論研究』を創刊し、同年9月に創刊号を刊行した。同誌は年刊で創刊号は本の泉社に、第二号はロゴスに編集実務・販売を委託していたが、2023年11月刊行の第三号は社会主義理論学会の自主編集発行となった。創刊号から刊行2～3ヶ月後にJ-StAGEに全文転載している。
研究集会、研究会の報告内容は、ソ連社会主義崩壊総括、中国社会主義の検討、環境保護と社会主義、反原発運動、ベーシックインカム、社会主義運動実践報告まで幅広い。
論文集は、これまでに『二〇世紀社会主義の意味を問う』（1998年　御茶ノ水書房）、『２１世紀社会主義への挑戦』（2001年　社会評論社）、『グローバリゼーション時代と社会主義』（2007年　ロゴス社）、『資本主義の限界と社会主義』（2012年　時潮社）、『マルクスと21世紀社会』（2017年　本の泉社）を刊行した。
近年は、中国との間で日中社会主義フォーラム（2008年、2013年、2016年、共に東京）、中日社会主義フォーラム（2010年、2012年、共に南京、2018年揚州）、中日韓マルクス主義シンポジウム(2019年、大連）、２０２３年日中社会主義フォーラム（2023年、東京）を開催協力、協賛または共同開催している。
1989年～91年の東欧社会主義体制転換、ソ連崩壊以後は研究会参加者が数人という時期が長く続いたが、リーマンショックを経て資本主義の矛盾がより深まった2010年代以降は、研究会参加者も毎回数十人に達している。
現在の主要役員は、瀬戸宏（摂南大学名誉教授）、西川伸一（明治大学教授）共同代表、田上孝一（立正大学講師）事務局長ほか。